# Пожар (Тверская область)
Пожар — деревня в Андреапольском городском округе Тверской области.

## География
Находится в западной части Тверской области на расстоянии приблизительно 27 км на запад-северо-запад по прямой от города Андреаполь.

## История
Деревня уже была показана на карте 1838 года. В 1872 году здесь (сельцо Холмского уезда Псковской губернии) было учтено 2 двора, в 1939 — 10. До 2019 года входила в Торопацкое сельское поселение Андреапольского района до их упразднения.

## Население
Численность населения: 7 человек (1872 год), 9 (русские 78 %) в 2002 году, 6 в 2010.